# Java Cryptography Extension
Java Cryptography Extension ou JCE é um conjunto de extensões da API Java que prove um framework para ser utilizado durante a criptografia de dados, geração de chaves, código de autenticação e algoritmos de digest. Ela ainda possui a tarefa de interagir com dispositivos criptográficos como tokens, leitoras de Smart Card, etc.